# Петрушевич Лев Степанович
Лев Степанович Петрушевич (1880, с. Ракобовти, нині Львівський район Львівська область — 1940, Львів) — український правник, громадсько-політичний діяч, учасник Листопадового чину. Син Степана Петрушевича, внук Омеляна Петрушевича, небіж Президента ЗУНР Євгена Петрушевича.

## Життєпис
Народився у 1880 році в с. Ракобовти, Кам'янко-Струмилівського повіту, Королівство Галичини та Володимирії (нині Львівського району Львівської області, Україна).
Навчався у гімназіях Стрия, Львова; Львівському, Віденському університетах. Працював суддею у Великих Мостах та Золочеві. З 1910 року суддя у Бережанах.
Учасник встановлення української влади в місті. Делегат Української Національної Ради ЗУНР від Бережанського повіту. З УГА перейшов за річку Збруч, як радник уповноваженого із закордонних справ Диктатора ЗУНР перебував у Кам'янці-Подільському.
Від листопада 1919 року у Відні (керівник канцелярії уряду ЗУНР в екзилі до березня 1923 року). 1926 року повернувся до Галичини, працював правничим дорадником страхової компанії «Дністер».